# Cadlina limbaughorum
Cadlina limbaughorum är en snäckart som beskrevs av Lance 1962. Cadlina limbaughorum ingår i släktet Cadlina och familjen Chromodorididae. Inga underarter finns listade i Catalogue of Life.